# قشدة هندية

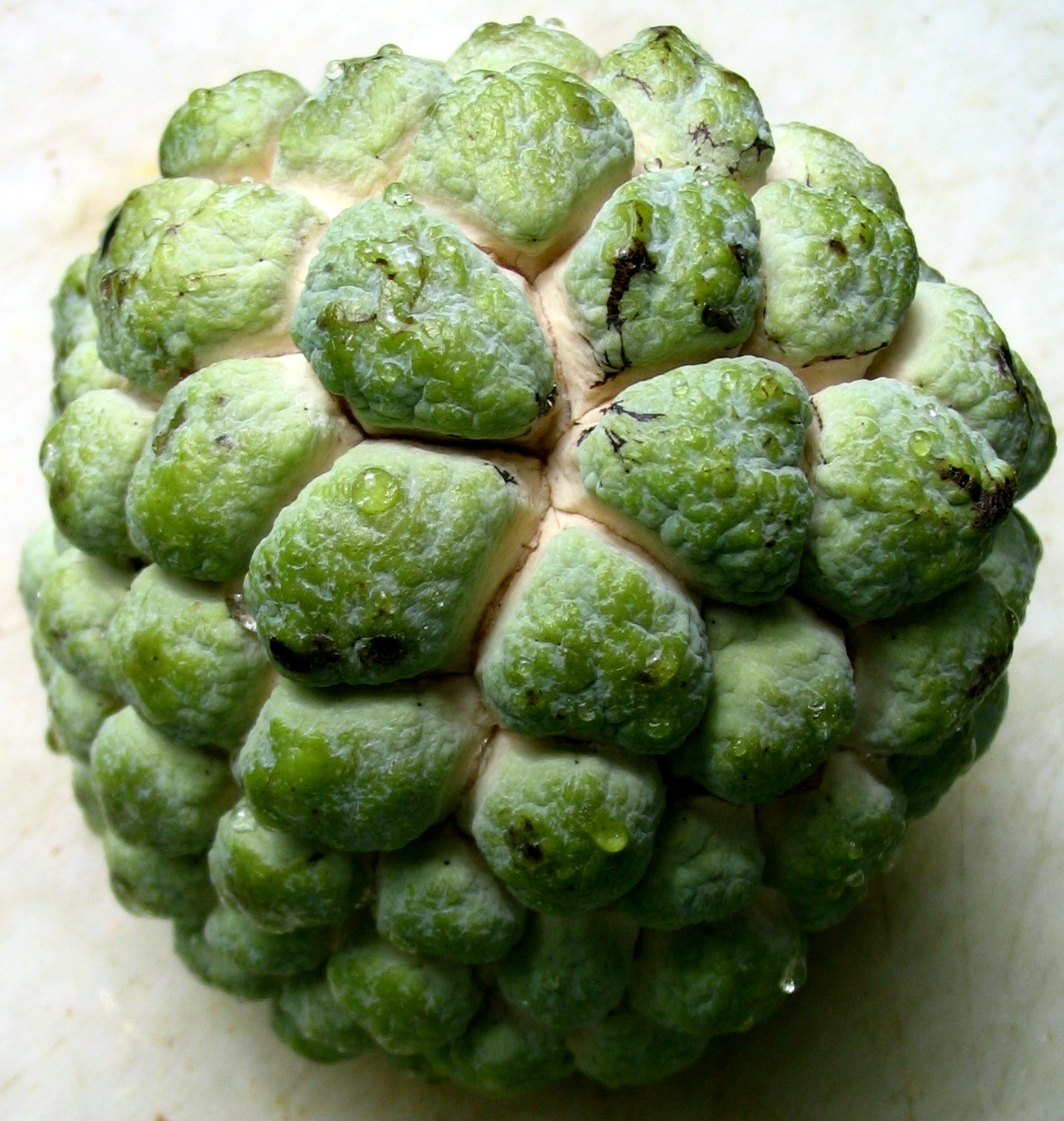
ثمرة القشطة

القشدة الهندية أو قشطة من محاصيل الفاكهة استوائية النشأة وقد نجحت زراعة القشطة في مصر منذ مدة طويلة لكنها ما زالت محدودة الانتشار. وتحقق مزارع القشطة الآن عائدا أكبر نتيجة لقلة المعروض منها وإقبال المستهلك المصري عليها وتلاقي بعض أصناف القشطة الفاخرة طلبا في الأسواق الخارجية حيث بدأ تصديرها وهي من محاصيل الفاكهة التي يتوفر لها مستقبلا كبيرا في التصدير، وتستخدم القشطة كثمار طازجة أو في بعض المثلجات والمصنعات وتحتوي عند النضج على سكريات ذائبة تصل إلى 20% ومعظم أنواع القشطة نباتاتها أشجار أو شجيرات نصف متساقطة الأوراق مثل الجوافة والبشملة حيث تتساقط أوراقها القديمة دفعة واحدة قبل موسم تفتح البراعم والنشاط في موسم النمو الجديد وجميع أنواع القشطة أوراقها بسيطة.
تبدأ أشجار القشطة في الإزهار بعد الغرس بنحو 3 سنوات ويتزايد المحصول على توالي السنين. ويبلغ متوسط محصول الشجرة بين 120 – 250 ثمرة سنويا عندما تبلغ ويستقر إنتاجها تبعا لحالة الأشجار وكفاءة التلقيح اليدوي ويكتمل نمو ثمار القشطة قلب الثور في يونيو ويوليو والبلدي من أواخر أغسطس حتى أكتوبر أما الهندي ففي أكتوبر ونوفمبر. أما صنف عبد الرازق الشتوي وكذلك صنف فيني فيكتمل نموها في أكتوبر وتجرى دراسات لتحديد مقاييس لقطف ثمار القشطة . وقد جرت عادة زراع القشطة على عدم ترك الثمار لتنضج على الأشجار حتى لا تتشقق بل تجمع الثمار وهي متماسكة بعد أن تصل إلى اكتمال نموها. ويجرى إنضاج الثمار في هذه الحالة بالكمر في قش أرز جاف، وتستعمل حاليا غازات الإيثلين والأستلين في إنضاجها بنجاح

## الزراعة والتلقيح
أزهار القشطة خنثى مبكرة المتاع – عديمة الرحيق ولذلك لا تجذب إليها الحشرات ويترتب على استحالة التلقيح بالدرجة التي تعطي محصولا تجاريا بغير إجراؤه يدويا. ولهذا السبب فالتلقيح اليدوي من العمليات الهامة في بساتين القشطة خصوصا في المناطق الجافة التي تقل فيها الرطوبة الجوية مما يعجل الجفاف المياسم وذبولها قبل أن يتاح لبعض حبوب اللقاح الاحتمالات الضئيلة للانتقال إلى المياسم بالوسائل الطبيعية. مما يزيد من ضعف احتمالات التلقيح أن ظروف الجفاف في الجو الحار تعيق انتقال حبوب اللقاح بالوسائل الطبيعية كما تسرع من فقدها لحيويتها. فمن المشاهد أن أشجار القشطة المنزرعة في محافظة الإسكندرية لا تحتاج إلى إجراء التلقيح اليدوي على نطاق واسع كما هو حادث في المناطق الرملية بمحافظة الجيزة في الأراضي الواقعة حول ترعة المنصورية حيث الجو حار جاف طوال فترة التزهير والعقد مما يجعل التلقيح اليدوي أمرا ضروريا وعموما فإن إجراء التلقيح اليدوي يزيد من المحصول في جميع مزارع القشطة. ولإجراء التلقيح اليدوي تجمع الأزهار التي نضجت وقاربت على التفتح (قبل أنفراج البتلات) ويمكن تمييزها بلونها الأخضر الباهت أو الأبيض المائل للاخضرار – وذلك ساعة الغروب وتترك في مكان جاف حتى اليوم التالي حيث تنتثر حبوب اللقاح. وتبدأ عملية التلقيح اليدوي في الصباح وتوقف عندما تبدأ الحرارة في الارتفاع ثم تستأنف بعد الظهر عندما تميل الحرارة إلى الاعتدال. وتستعمل فرشاة الرسم الرقيقة في توصيل حبوب اللقاح إلى المياسم بعد الضغط على البتلات بالأصابع لفتحها تسهيلا لوصول اللقاح. وتتكرر عملية التلقيح بالشجرة الواحدة مرة كل أربعة أيام حتى تضمن تلقيح معظم الأزهار التي تتفتح متتابعة على طول موسم الإزهار.
تتوقف معدلات تسميد القشطة تبعا لنوع التربة ودرجة خصوبتها بالإضافة إلى عمر الأشجار وحالتها الغذائية ومستوى إثمارها وطريقة الري والتسميد المتبعة، ففي الأراضي الصفراء الخصبة يكتفي في نظام الري بالغمر بالتسميد العضوي خلال الشتاء بمعدل 20 متر مكعب سماد بلدي للفدان على أن يخلط قبل إضافته بسماد السوبر فوسفات بمعدل 5 كيلو جرام لكل متر مكعب وتتم إضافة السماد البلدي في الخريف ويخلط جيدا بالتربة. أما في التربة الرملية والفقيرة فيجرى التسميد العضوي كما سبق في الشتاء بالإضافة إلى التسميد المعدني بمعدل 300 جم أزوت، 100 جم (P2 O5)، 250 جم (K2 O) كمقنن سنوي للشجرة البالغة المثمرة في السنة ويوزع المقنن السنوي للأزوت والبوتاسيوم بالتبادل خلال الصيف في ثلاث دفعات لكل منهما. أما السماد الفوسفاتي فيضاف كل المقنن دفعة واحدة قبل بداية شهر مارس تتدرج احتياجات التسميد بعد الغرس في الزيادة على مدى خمس أو ست سنوات لتصل المقننات السمادية في نهايتها إلى المقررات المذكورة للأشجار المثمرة كحد أقصى. وكما هو معروف يفضل زيادة عدد مرات الإضافة في الأشجار الكبيرة السن. حيث يوزع المقنن السنوي على 4 – 6 دفعات للأزوت، 3 – 4 دفعات للبوتاسيوم، 2 – 3 دفعات للفوسفات. ويراعى إتمام الري عقب كل إضافة مباشرة. وتمثل الكميات المذكورة الحد الأقصى لتسميد القشطة في الأراضي الرملية والفقيرة.

## الري
تقل احتياجات أشجار القشطة للماء عن أشجار معظم الأنواع الأخرى. تروى بالغمر في الوادي مع تعطيش الأشجار شتاء ويتوقف توقيت الري تبعا لظروف الجو والتربة وعمر النبات ومرحلة النشاط ويكون الري في الحدائق المثمرة أسبوعيا في الربيع والصيف أما الأراضي الجديدة فتروى بالتنقيط مع مراعاة ما سبق. وتطول الفترات تدريجيا مع نهاية الصيف مع الحذر من تعريض الأشجار والثمار النامية لمعاناة العطش ويستخدم الري بالتنقيط في الأراضي الجديدة حيث يتم تنظيمه طبقا للقواعد المذكورة في محاصيل مستديمة الخضرة.

## زراعة القشطة
يجرى إكثار الأصناف التجارية خضريا بالتزرير الدرعي على أصول القشطة البلدي البذرية أو من الأنواع البرية – على أن يكون حجم الطعم كبيرا (2.5 سم) لضمان نسبة من النجاح. وينتشر حاليا إكثار القشطة بالتركيب بالشق حيث يعطى نسبة نجاح أعلى من طريقة التزرير. وتزرع البذور لإنتاج الأصول في الربيع (مارس – أبريل) أو الخريف (أغسطس – أكتوبر) في المهاد أو اواني الزراعة ثم النقل إلى خطوط المشتل. ويستخدم في ذلك بذور مخزنة لمدة عام حيث تعطى نسبة إنبات (95%) أفضل من البذور الحديثة (45%). وقد تستخدم البذور الحديثة بعد تعريضها للكمر البارد لدرجة حرارة منخفضة صفر إلى 2 درجة م لمدة أسبوع. وتنبت البذور عادة بعد 40 يوما من الزراعة ويمكن إسراع الإنبات بخدش البذور بورق الصنفرة أو بنقعها في الماء الدافئ مدة ثلاثة أيام قبل الزراعة للتخلص من المادة الشمعية التي تعيق دخول الماء للجنين. ويجرى التزرير الدرعي في فترتين الأولى في منتصف أبريل بأزرار قديمة وتعطى نسبة نجاح 60% والثانية من يونيو إلى سبتمبر (الميعاد المعتاد) بأزرار الموسم الجاري مع مراعاة حماية الطعوم في الميعاد المتأخر خوفا من انخفاض درجة الحرارة. وتكون الأصول بعمر عام أو أكثر قليلا أما التركيب بالشق فيمكن إجراؤه في الفترة من أبريل إلى أكتوبر على أصول لا يقل عمرها عن سنتين. إعداد الأرض للزراعة: تنقل النباتات إلى المكان المستديم ملشا أو بصلايا بعد سنتين من زراعة البذرة كنباتات بذرية أو بعد سنة من التطعيم. وتتم الزراعة بالأرض بعد تجهيزها على أبعاد تختلف بين الأصناف من 3 إلى 5 أمتار بطريقة المربع. وقد تزرع القشطة كمؤقتات في بساتين المانجو حيث تبكر في الوصول إلى سن الإثمار وتتم الزراعة من يناير وحتى قبل بدء موسم النمو.

## الأرض المناسبة
لا تتحمل أشجار القشطة سوء التهوية وارتفاع الرطوبة في التربة (الأراضي الغدقة) إلا أنها تنجح في مجال كبير من أنواع التربة من الرملية لكنها تجود في الأراضي الصفراء جيدة الصرف وتتحمل الزراعة في الأراضي التي ترتفع بها نسبة الجير.

## المناخ المناسب
تنمو شجرة القشطة بنجاح في المناطق المعتدلة وهي تتحمل ارتفاع الحرارة صيفا كما أنها تتحمل البرودة إلى حد ما شتاء وفي مصر تختلف الأنواع في تحملها لارتفاع درجة الحرارة صيفا وعموما فإن القشطة البلدي وقلب الثور والهجن (فيني) تحقق نجاحا ملحوظا عن القشطة الهندي في المناطق الجنوبية بينما تنجح القشطة الهندي في المناطق الشمالية مثل محافظة الإسكندرية ولم يعرف للقشطة حتى الآن دور سكون شتوي مميز وتحتاج الثمار في نموها إلى جو حار صيفا وموسم نمو طويل مع عدم تعرضها للرياح الجافة خصوصا خلال فترة التزهير وبداية نمو الثمار ويؤدي جفاف الجو وانخفاض رطوبته أثناء التزهير إلى فشل التلقيح والإخصاب وتساقط الثمار الصغيرة. ويتحسن عقد الثمار وترتفع نسبته في الجو المرتفع الرطوبة بدرجة تزيد على 80% مع درجة حرارة بين 27 – 30 درجة م

## روابط خارجية
- طريقة الزراعة من موقع كنانة